# Adam Woźniak
Adam Woźniak, né le 18 janvier 2002 à Łódź, est un coureur cycliste polonais. 

## Biographie
Adam Woźniak a obtenu ses meilleurs résultats sur piste. Au niveau international, il termine deuxième du championnat d'Europe de course à l'élimination en 2020, dans la catégorie des juniors,. Il compte également divers titres de champion de Pologne à son palmarès. 
En juin 2022, il finit troisième du championnat de Pologne du contre-la-montre chez les espoirs. Deux ans plus tard, il représente son pays aux championnats du monde sur piste, où il se classe neuvième de la poursuite par équipes et dixième de l'élimination. Il intègre ensuite l'équipe continentale rwandaise May Stars en 2025. 

## Palmarès sur piste

### Championnats d'Europe
| Édition / Épreuve                 | Élimination |
| Fiorenzuola d'Arda 2020 (juniors) | Argent      |

### Championnats nationaux
- 2021
  - 2e du championnat de Pologne de poursuite par équipes
  - 3e du championnat de Pologne du kilomètre
- 2022
  -  Champion de Pologne de l'omnium
  -  Champion de Pologne de poursuite par équipes
  - 2e du championnat de Pologne de poursuite
  - 3e du championnat de Pologne de l'élimination
- 2023
  -  Champion de Pologne de poursuite
  -  Champion de Pologne de l'élimination
  - 2e du championnat de Pologne de poursuite par équipes
  - 3e du championnat de Pologne de l'américaine
- 2024
  -  Champion de Pologne de poursuite
  -  Champion de Pologne de poursuite par équipes
  -  Champion de Pologne de l'élimination
  - 3e du championnat de Pologne de l'omnium

## Palmarès sur route

### Par année
- 2021
  - 3e du championnat de Pologne du contre-la-montre par équipes
- 2022
  - 2e du championnat de Pologne du contre-la-montre par équipes
  - 3e du championnat de Pologne du contre-la-montre espoirs

### Classements mondiaux
| Année                                 | 2022  | 2023  | 2024  |
| ------------------------------------- | ----- | ----- | ----- |
| Classement mondial                    | 1970e | 2455e | 2580e |
| UCI Europe Tour                       | 1262e | 1496e | 1493e |
|                                       |       |       |       |
| Légende : nc = non classéSource : UCI |       |       |       |